# Paris-Roubaix 1924
Paris-Roubaix din 1924 a fost a 25-a ediție a Paris-Roubaix, o cursă clasică de ciclism de o zi din Franța. Evenimentul a avut loc pe 6 aprilie 1924 și s-a desfășurat pe o distanță de 270 de kilometri de la Paris până la velodromul din Roubaix. Câștigătorul a fost Jules Van Hevel din Belgia.

## Rezultate
| Loc | Ciclist                 | Timp        |
| --- | ----------------------- | ----------- |
| 1   | Jules Van Hevel (BEL)   | 10h 34' 00" |
| 2   | Maurice Ville (FRA)     | +0' 00"     |
| 3   | Félix Sellier (BEL)     | +0' 00"     |
| 4   | Nicolas Frantz (LUX)    | +0' 00"     |
| 5   | Henri Pélissier (FRA)   | +0' 00"     |
| 6   | Robert Gerbaud (FRA)    | +0' 00"     |
| 7   | Theofiel Beeckman (BEL) | +0' 00"     |
| 8   | Romain Bellenger (FRA)  | +0' 00"     |
| 9   | Adelin Benoit (BEL)     | +0' 00"     |
| 10  | Gérard Debaets (BEL)    | +0' 00"     |